# Status Quo (musikgrupp)
Status Quo är en rockgrupp från Storbritannien, huvudsakligen inriktad på boogierock och hårdrock. Gruppen är mest känd för sin ösiga och tunga rock 'n' roll, som med sitt stadiga shufflekomp, av bland annat media kallas klassisk rock. Namnet är latin för "oförändrat tillstånd". Status Quo är ett av Storbritanniens mest långlivade band då det har funnits sedan 1962. De har hittills sålt över 118 miljoner album världen över och släppt 63 brittiska hitsinglar (varav 22 inom Top 10) vilket är mer än något annat rockband, sedan deras första album släpptes 1968.

## Historik

### 1960-talet
Bandet bildades i London 1962, med namnet The Paladins, av Francis Rossi (gitarr, sång) och Alan Lancaster (elbas). Gruppen bestod även tidigt av John Coghlan (trummor) och Roy Lynes (orgel, piano). Bandet bytte 1963 namn till The Spectres under vilket de släppte tre singlar men som floppade och de bytte namn igen till "Traffic" och kort därpå (efter en namntvist med Steve Winwood) till Traffic Jam 1967. Senare samma år ändras gruppens namn till The Status Quo, och samma år kom även Rick Parfitt (gitarr, sång) med i bandet, precis innan inspelningen för gruppens debutalbum Picturesque Matchstickable Messages from the Status Quo år 1968. Gruppen fick med detta album sin första Top 10-hit Pictures of Matchstick Men som var skriven av Francis Rossi. Det släpptes ytterligare några till singlar i samma stil efter genombrottet men bara "Ice in the Sun" blev riktigt framgångsrik med ytterligare en top 10-placering.

### 1970-talet
1970 lämnade Lynes gruppen och de andra bandmedlemmarna börjar utveckla en hårdare stil. Status Quo turnerade ständigt runt Storbritannien och byggde sakta men säkert upp sitt rykte som ett renodlat boogierockband. 1972 skrev gruppen ett kontrakt med skivbolaget Vertigo på vilket de släppte albumet Piledriver med hiten Paper Plane (nr. 8) som kan sägas ha satt karriären i rullning. Med albumet Hello! (1973) fick de sin första top 5-hit Caroline, en låt som senare också skulle fungera som öppningslåt till deras konserter, och gör så ibland än idag. Bandet var ett av Storbritanniens mest framgångsrika rockband under 1970-talet med flera album som hamnade på top 1, och framförde hits som Down Down, deras hittills enda singel som klättrat till nr.1 (1975), "Rain" (1976). Rockin' All Over The World (1977) och Whatever You Want (1979).

1977 rekryterades Andrew Bown, som även medverkat på några tidigare inspelningar, som keyboardist på fulltid. Bown blev dock fullvärdig medlem i bandet först 1982.

### Upplösning och återförening
Under början av 1980-talets fortsatte framgångarna; ändå fanns det inre motsättningar och 1981 lämnade trummisen John Coghlan bandet och ersättes med Pete Kircher. Bandet upplöstes 1984 efter bråk mellan Rossi och basisten Lancaster, vars musikstilar hade gått olika vägar under de drygt 20 åren de spelat ihop. Alan vägrade till och med vara med och promota singeln "Marguerita Time" från albumet "Back to Back" (1983), vilken hade placerat sig på en topp tre plats. Som avsked genomfördes en utsåld världsturné kallad "End of the road".
Status Quo återförenades, tillfälligt, för att spela på den stora välgörenhetsgalan Live Aid 1985 efter påtryckningar av Bob Geldof. Rossi och Parfitt hade också börjat arbeta på egna solokarriärer. Rossi släppte ett par singlar tillsammans med sin sångskrivarpartner Bernie Frost ("Modern Romance") och Parfitt spelade in ett album som hittills inte blivit utgivet ("Recorded Delivery"). Vissa av låtarna från Parfitts album har senare spelats in av Quo och använts som b-sidor till singlar.

Lancaster flyttade till Australien för att spela med sitt band som hette The Party Boys. Bandet fick inget större genombrott utanför Australien.

### Ny uppsättning
Status Quo återförenades som grupp officiellt 1985 med sättningen Francis Rossi, Rick Parfitt, Andrew Bown, John 'Rhino' Edwards (elbas), och Jeff Rich (trummor) samt släppte året därpå albumet In The Army Now vilket skulle bli deras mest sålda någonsin. Bandet fick även en top 2-hit med singeln med samma namn.

### Framgångsrikt jubileumsfirande
Status Quo firade 1990 sitt 25-årsjubileum (sedan Rossi och Parfitt möttes 1965) med spelning för en specialinbjuden publik av journalister och annat nöjesfolk på samma ställe de en gång startade på: Butlin's Holiday Camp i Minehead, och släppte ett storsäljande album samt video "Rockin All Over The Years" med gruppens 22 största hits. Där ingick den live-inspelade singeln "Anniversary Waltz" som steg till nr 2 på listorna, och innehöll ett medley av flera kända rocklåtar från 1950- och 60-talet. Detta medförde att de till sitt 30-årsjubileum 1995 gjorde ett helt album med covers, kallat "Don't Stop" (Top 2) efter Fleetwood Macs hitlåt, där även The Beach Boys och Brian May från rockgruppen Queen med flera medverkade i ett par låtar, bland annat singeln "Fun Fun Fun". Efter denna succé kom år 2000 ett andra coveralbum "Famous In The Last Century" och år 2002 ett tredje coveralbum (enligt kontrakt) Riffs som även innehöll några nyinspelningar av deras egna hits "Caroline", "Whatever You Want" och "Rockin' all over the world" (även den en cover) med flera. På det albumet spelar deras nya trummis Matt Letley som ersatt Jeff Rich år 2000.

### Status Quo in i 2000-talet
Gruppen var inte nöjd med att spela in andras låtar och släppte år (2002) det första albumet på flera år med eget material Heavy Traffic vilket enligt många fans var en tillbakagång till deras rötter i 1970-talets boogierock. Till sitt 40-årsjubileum 2005 släppte de albumet "The Party Ain't Over Yet" vilket gav dem ytterligare en topp 20-singel med samma namn. Bandet gav sig också ut på en världsomfattande turné kallad "Just Doin' It" och släppte 2006 en live-DVD med samma namn.
Bandet har genom åren flitigt turnerat i Sverige, varav under senare år en vinterturné 2005 samt två sommarturnéer 2006 (med Smokie och The Refreshments) och 2007 (med Nisse Hellberg och Chuck Berry). Gruppens senaste album med den självironiserande titeln "In Search of the Fourth Chord" (på det egna skivbolaget "Fourth Chord Records") gick in på en 13:e plats på den svenska albumlistan.
Under deras "UK Winter Tour 2007" gav de 34 konserter mellan den 8 november och 21 december, vilket visade att de var ett av Storbritanniens hårdast arbetande rockband och fortfarande har mycket att ge sin trogna publik.

### 2008
På Kilafors herrgård gjordes den 15 juni bandets enda spelning i Sverige under sommarturnén, men de återkom i december med två spelningar, i Jönköping (5/12) och Lund (6/12).
I september visades officiellt på deras webbplats en ny video där bandet samarbetat med den tyska technogruppen Scooter till deras nya singel "Jump That Rock (Whatever You Want)" som släpptes senare i oktober 2008.
I november släpptes en ny 4-cd samlingsbox "Pictures: 40 years of Hits", för att fira att det är 40 år sen de släppte sin första singel "Pictures of Matchstick Men". Den innehåller remastrade radioversioner av alla deras singlar sedan deras första top 10-hit från 1968. Likaså släpptes en ny singel "It's Christmas Time", vilket är bandets 75:e i ordningen, men deras första s.k. "Christmas single". Under sommaren 2008 träffade Rick Parfitt och Francis Rossi för första gången sen 1981 originaltrummisen John Coghlan som hoppade av bandet 1981, men enligt en intervju med Francis Rossi i Sweden Rock Magazine nr 38 säger han dock att en återförening av originalmedlemmarna inte är planerat.

### 2010
Det här året släppte bandet ett samlingsalbum (inkl. DVD) "Live at the BBC" med live- och radioinspelningar av alla deras stora hit genom åren (som mest en 7 cd+dvd pack). Likaså släpptes även en nyinspelning av deras hit från 1986 "In the Army Now" med delvis ny omskriven text för att stötta de trupper som finns i utlandstjänst, bland annat Afghanistan.
Francis Rossi släppte också samma år ut sitt eget soloalbum "One Step At the Time", vilket han gjorde en egen turné med, där bland annat hans son Nicolas Rossi ingick samt Quos basists son Freddie Edwards var med och spelade. Det släpptes även en DVD från en konsert "Francis Rossi - Live at the S:t Luke's London".

### 2011
I maj 2011 släpptes bandets 29:e studioalbum "Quid Pro Quo", med 14 nyinspelade låtar, plus den omskrivna versionen av "In the Army Now" liksom en live-cd med 10 av deras största hits. Albumet såldes genom en kampanj först enbart via det brittiska varuhuset Tescos affärer, och nådde nr. 10 på UK-listan, och anses vara en av deras största hits på senare år. Singlarna som gavs ut var "Rock 'n' Roll And You" (som lanserades via internet och erbjöds som en gratis nerladdning) samt "Two Way Trafic", och har fått en viss spelning i den brittiska radiokanalen Radio 2. Deras enda officiella spelning i Sverige var i Örnsköldsvik den 13 augusti 2011, ihop med Slade som förband. Bandet gjorde även en hemlig spelning på Falkhallen i Falkenberg 2011-05-22 som sågs av ca 500 personer.
Under hösten släppte även deras keybordist Andrew Bown ett eget soloalbum "Unfinished Business" med den första singeln "Rubber Gloves".

### 2012
I juli 2012 spelade de i 12 städer på Sverigeturnén kallad "The Party Ain’t Over Yet Tour - Part 2". Den 17 dec meddelade Matt Letley att han lämnar bandet efter 12 år.

### 2013
Under våren gjorde den mest klassiska uppsättningen av Status Quo (Rick Parfitt, Francis Rossi, Alan Lancaster, John Coghlan) en mindre turné i England. Spelningarna var utsålda och Status Quo fick ett enormt gensvar, inte minst då de spelade på Hammersmith Odeon i London 15-16 mars. Status Quo kallades under turnén för "Frantic Four". Det smeknamnet har sin förklaring till att viss press kallade gruppen för det och på "Live 77" hör man Francis nämna det strax innan låten "Little Lady". Nämnda "Frantic Four" dvs den klassiska uppsättningen av Status Quo, kommer under våren 2014 följa upp 2013 års succé med ett par spelningar i England, Holland samt Tyskland. "Frantic Four" har sedan succén 2013 flitigt förekommit i musikpress, bland annat "Classic Rock", på vars gala de var nominerade till ett antal olika priser.  Bandets ordinarie/moderna uppsättning fortsatte turnera efter att Frantic Four-turnén avslutats.
Den 24 maj 2013 bekräftades Leon Cave som ny trumslagare i Status Quo.
Filmen "Bula Quo" hade premiär den 5 juni 2013, i London. 

### 2014
Bandets originaluppsättning, "Frantic Four" återförenades under våren ännu en gång för en sista turné vars sista framträdande, i Dublin, släpptes på Bluray/DVD och i andra format under namnet "The Frantic Four's Final Fling". De återgick efter denna turnés avslut i mars till att turnera med sin ordinarie uppsättning och kom till Sverige för att spela på Kirunafestivalen i juni 2014. I augusti fick bandet ställa in sex konserter på sin Europaturné då Rick Parfitt lades in för sjukhusvård i Kroatien och sedan flögs hem till Storbritannien. I oktober släppte bandet sitt trettioförsta studioalbum, Aquostic (Stripped Bare), det första med nya trummisen Leon Cave och deras första akustiska album.

### 2015
Bandet fortsatte turnera som vanligt och besökte Liseberg samt Getaway Rock Festival i Gävle under juli respektive augusti.

### 2016-2017

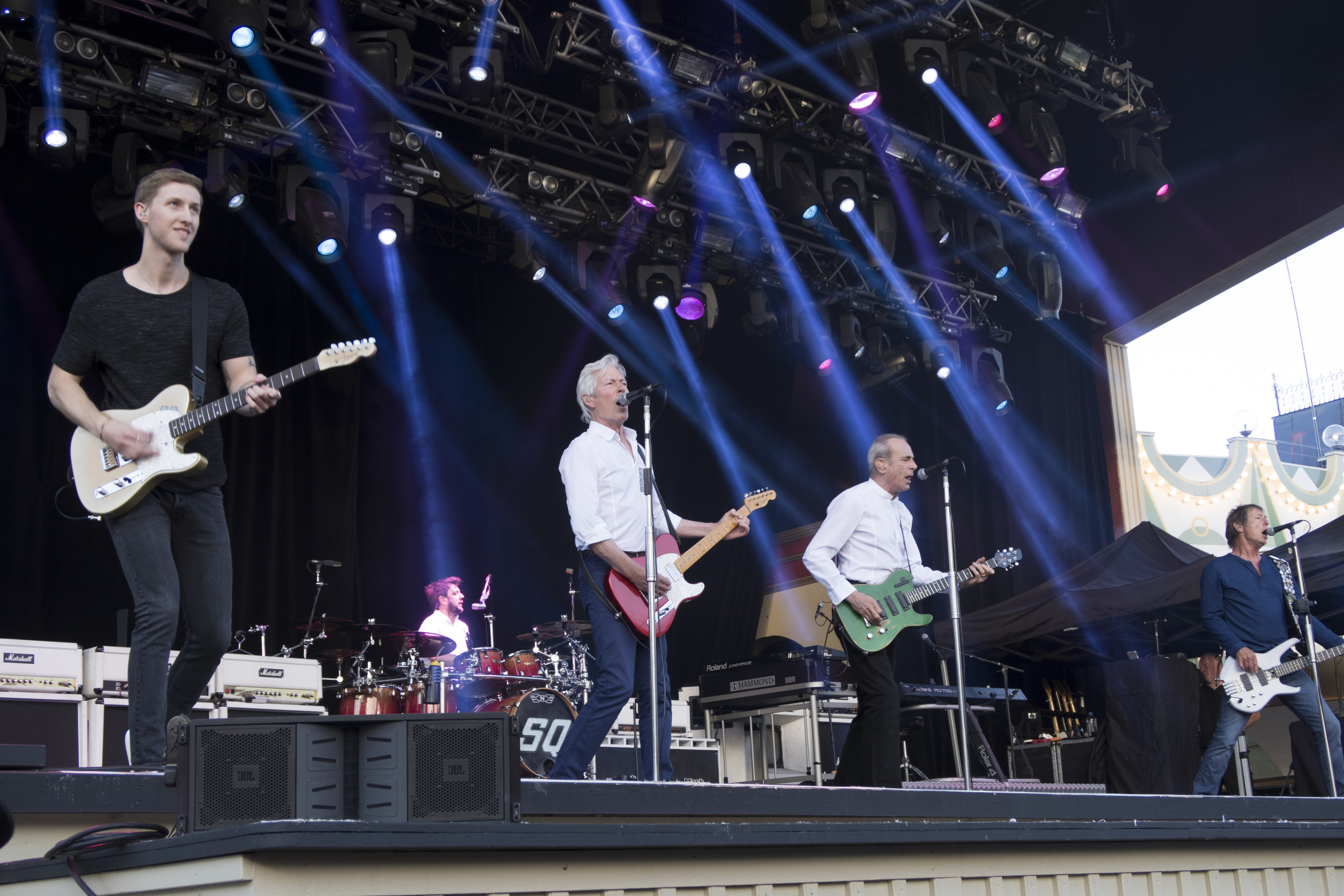
Status Quo med Freddie Edwards som ersättare för Rick Parfitt, live på Gröna Lund i Stockholm i juli 2016.

Den 1 februari 2016 meddelade bandet att de skulle ge sig ut på en sista turné i slutet av året "The Last Night of the Electrics", varefter de skall sluta spela elektroniska konserter. I juni 2016 drabbades Rick Parfitt av en hjärtattack och ersattes under turnéns resterande konserter av Freddie Edwards, son till basisten Rhino Edwards, samt av den irländske gitarristen Richie Malone. Den 21 oktober släpptes bandets andra akustiska studioalbum, Aquostic II: That's a Fact!, det sista där originalmedlemmen Rick Parfitt medverkar. Den 28 oktober meddelade Parfitt att han av hälsoskäl inte längre kommer att framträda med bandet. I december bekräftades att en sista turné genomförs 2017/18 under namnet "The Last Night of the Electrics II".
Den 24 december 2016 avled Rick Parfitt på sjukhus i Marbella som följd av en allvarlig infektion efter en axelskada. Richie Malone blev sedan officiellt bandets nya kompgitarrist och kommer att turnera med dem under resten av deras pågående turné.
Den 7 juli 2017 meddelades att årets brittiska vinterturné (28 november - 8 december) kommer att vara elektrisk igen, "PLUGGED IN - Live and rockin!".

### Diverse rekord och andra meriter
per juli 2010
- 120 miljoner sålda album
- över 6000 konserter
- över 100 framträdanden på BBCs klassiska musikprogram Top of the Pops
- sammanlagd publik på konserter c:a 75 miljoner
- tilldelades 2010 Francis Rossi och Rick Parfitt titeln "Officer of the Order of the British Empire" (OBE)
- spelade in rockvideon Jam Side Down ombord på ett brittiskt hangarfartyg med eskort, besättning inklusive befäl deltar i slutscenerna

## Diskografi

### Studioalbum
- 1968 – Picturesque Matchstickable Messages from the Status Quo
- 1969 – Spare Parts
- 1970 – Ma Kelly's Greasy Spoon
- 1971 – Dog of Two Head
- 1972 – Piledriver
- 1973 – Hello!
- 1974 – Quo
- 1975 – On the Level
- 1976 – Blue for You
- 1977 – Rockin' All Over the World
- 1978 – If You Can't Stand the Heat
- 1979 – Whatever You Want
- 1980 – Just Supposin'
- 1981 – Never Too Late
- 1982 – 1+9+8+2
- 1983 – Back To Back
- 1986 – In the Army Now
- 1988 – Ain't Complaining
- 1989 – Perfect Remedy
- 1991 – Rock 'Til You Drop
- 1994 – Thirsty Work
- 1996 – Don't Stop
- 1999 – Under the Influence
- 2000 – Famous in the Last Century
- 2002 – Heavy Traffic
- 2003 – Riffs
- 2005 – The Party Ain't Over Yet
- 2007 – In Search of the Fourth Chord
- 2011 – Quid Pro Quo
- 2013 – Bula Quo!
- 2014 – Aquostic (Stripped Bare)
- 2016 – Aquostic II: That's a Fact!
- 2019 – Backbone

### Samlingsalbum
- 1980 – 12 Gold Bars
- 1984 – 12 Gold Bars Vol. 2
- 1991 – Rocking All Over The Years
- 1997 – "Whatever You Want" - the Very Best Of Status Quo
- 2002 – The Swedish Collection
- 2004 – XS All Areas - The Greatest Hits
- 2008 – Pictures – 40 Years of Hits
- 2015 – Accept No Substitute! The Definitive Hits

### Livealbum
- 1977 – Live
- 1982 – Live at the N.E.C.
- 1993 – Live Alive Quo
- 2006 – Just doin' it!
- 2013 – Back 2 SQ.1 - The Frantic Four Reunion
- 2014 – The Frantic Four's Final Fling - Live at the Dublin O2 Arena
- 2015 – Aquostic! Live at the Roundhouse

## Medlemmar

### Uppsättningar
| The Scorpions 1962     | - Francis Rossi - gitarr/sång - Alan Lancaster - bas/sång - Alan Key - orgel/sång - Jess Jaworski - orgel/sång - Barry Smith - trummor |
| The Spectres 1963      | - Francis Rossi - gitarr/sång - Alan Lancaster - bas/sång - John Coghlan - trummor - Jess Jaworski - orgel                             |
| The Spectres 1964–1967 | - Francis Rossi - gitarr/sång - Alan Lancaster - bas/sång - John Coghlan - trummor - Roy Lynes - orgel                                 |
| Status Quo 1967–1970   | - Francis Rossi - gitarr/sång - Rick Parfitt - gitarr/sång - Alan Lancaster - bas/sång - John Coghlan - trummor - Roy Lynes - orgel    |

| Status Quo 1970–1977 | - Francis Rossi - gitarr/sång - Rick Parfitt - gitarr/sång - Alan Lancaster - bas/sång - John Coghlan - trummor                                    |
| Status Quo 1977–1981 | - Francis Rossi - gitarr/sång - Rick Parfitt - gitarr/sång - Alan Lancaster - bas/sång - John Coghlan - trummor - Andrew Bown - keyboard (session) |
| Status Quo 1982–1984 | - Francis Rossi - gitarr/sång - Rick Parfitt - gitarr/sång - Andrew Bown - keyboard - Alan Lancaster - bas/sång - Pete Kircher - trummor           |
| Status Quo 1984–1986 | Uppehåll |

| Status Quo 1986–2000  | - Francis Rossi - gitarr/sång - Rick Parfitt - gitarr/sång - Andrew Bown - keyboard - John 'Rhino' Edwards - bas - Jeff Rich - trummor        |
| Status Quo 2000–2013  | - Francis Rossi - gitarr/sång - Rick Parfitt - gitarr/sång - Andrew Bown - keyboard - John 'Rhino' Edwards - bas/sång - Matt Letley - trummor |
| Status Quo 2013–2016  | - Francis Rossi - gitarr/sång - Rick Parfitt - gitarr/sång - Andrew Bown - keyboard - John 'Rhino' Edwards - bas/sång - Leon Cave - trummor   |
| Status Quo 2016–nutid | - Francis Rossi - gitarr/sång - Richie Malone - gitarr - Andrew Bown - keyboard - John 'Rhino' Edwards - bas/sång - Leon Cave - trummor       |

Bilder

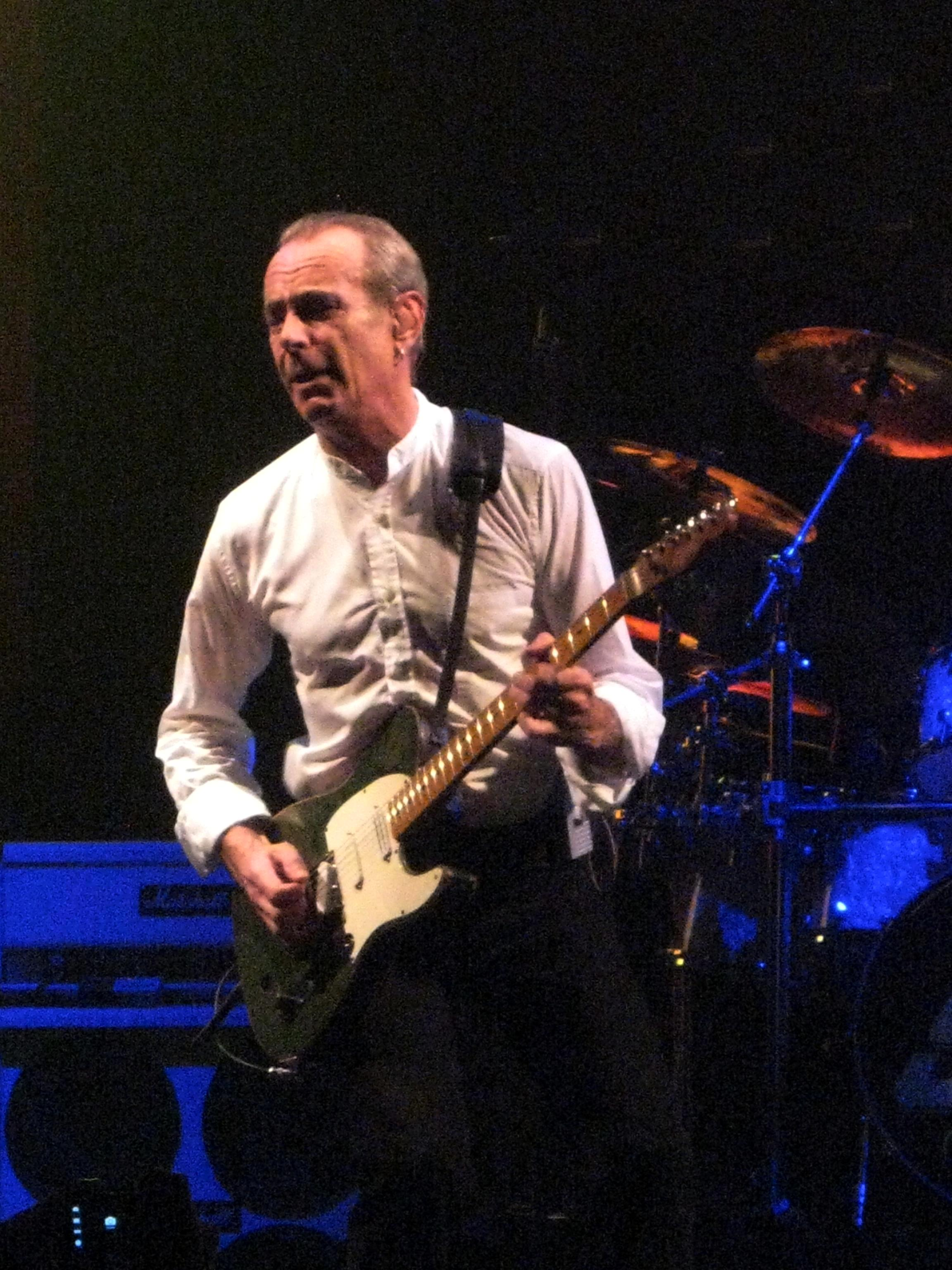
Francis Rossi
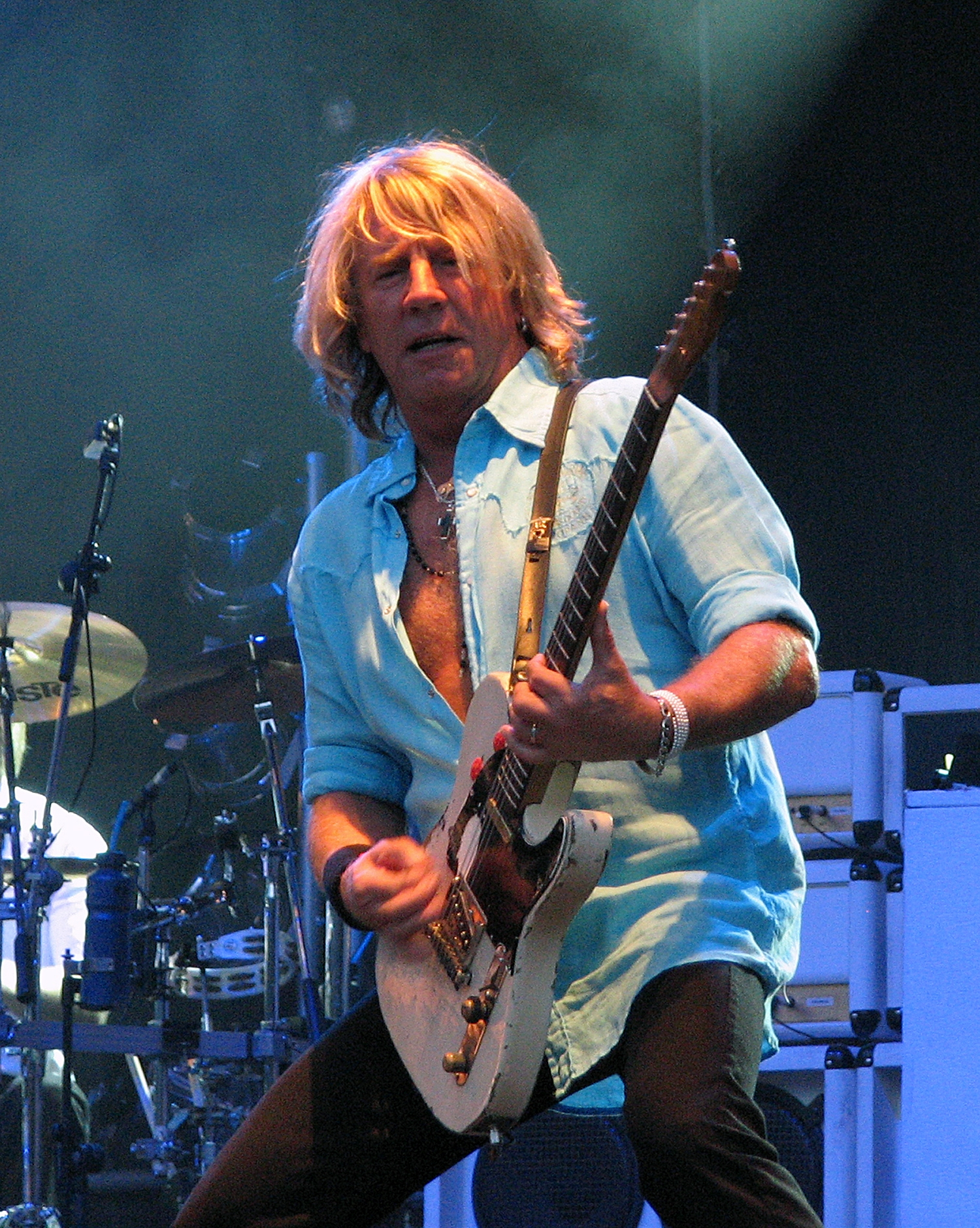
Rick Parfitt i Örebro
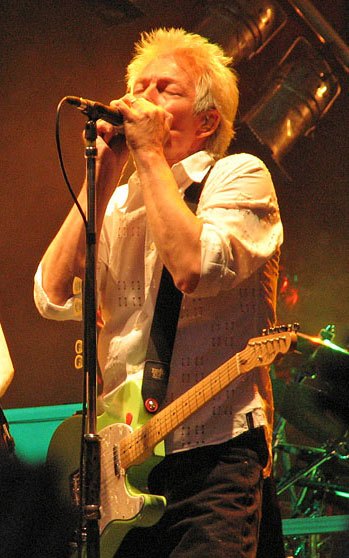
Andy Bown
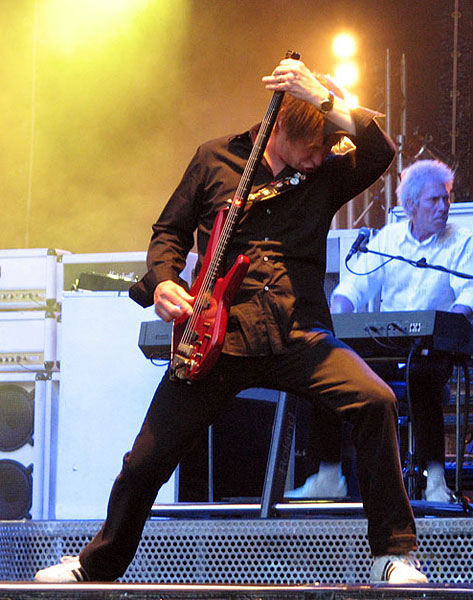
John Edwards
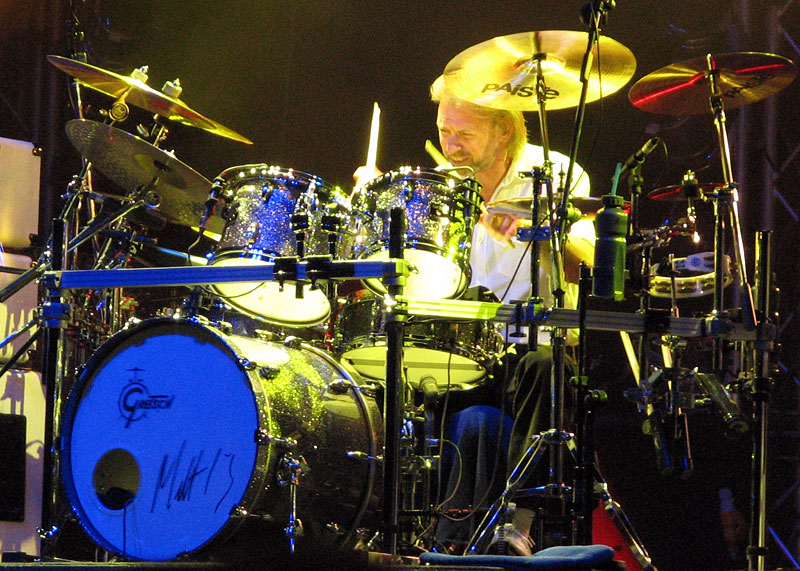
Matt Letley
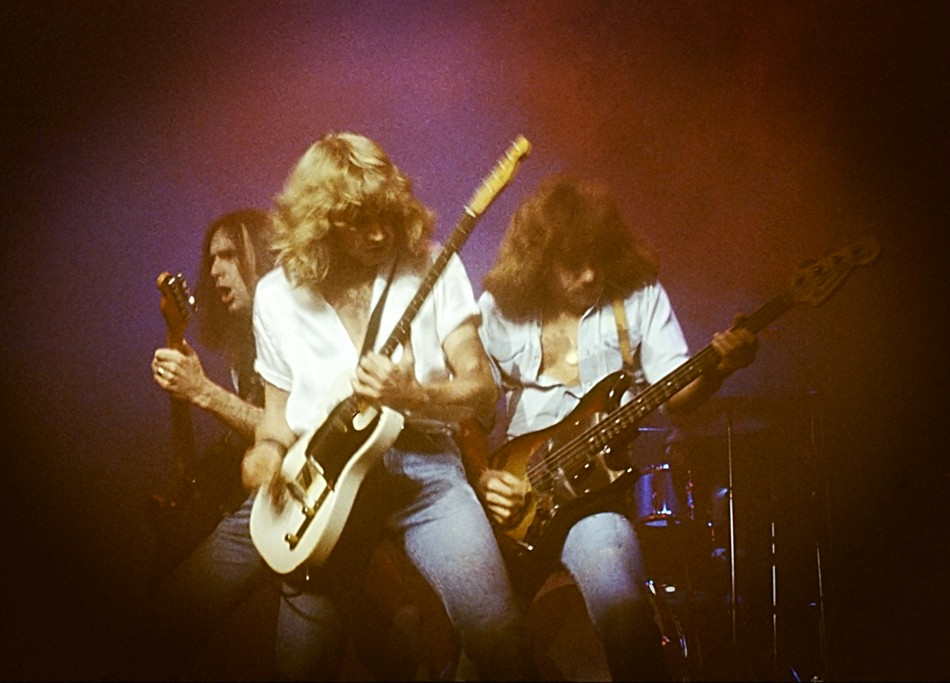
Status Quo 1978
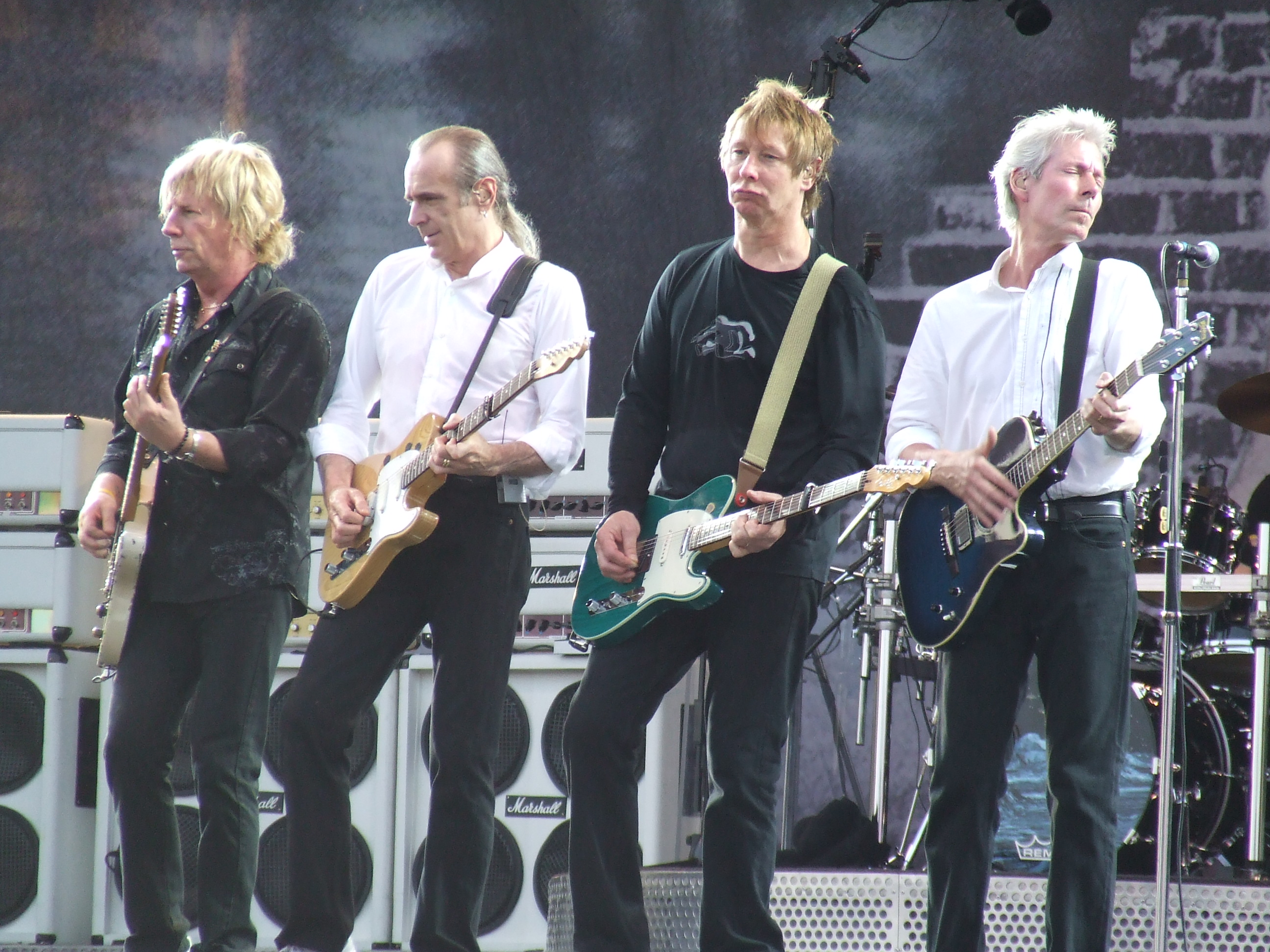
Status Quo 2006